# 마우저 대전차소총 M1918
마우저 대전차소총 M1918은 제1차 세계 대전 중에 독일 제국이 대전차용으로 개발한 최초의 대전차소총으로, T-Gewehr 또는 마우저 13mm 대전차소총으로도 알려져 있다. 제1차 세계 대전 중 유일하게 실전배치된 대전차소총이다. 제1차 세계 대전이 끝난 이후에도 각국이 사용했다.

## 같이 보기
- 대전차소총
- 보이스 대전차소총
- 라흐티 L-39
- 덱탸료프 대전차소총
- PTRS-41
- 97식 자동포